# Gottfried Ernst Andreas Müller
Gottfried Ernst Andreas Müller (* 18. März bzw. 10. Dezember 1748 in Aschersleben; † 23. Dezember 1815 in Berlin) war Landrentmeister, Assessor und Ordensgroßmeister der Großen Landesloge der Freimaurer.

## Leben
Er war der Sohn des Hofkammer- und Kriegsrats Gottfried Adrian Müller und stammte aus dem Ascherslebener Patriziergeschlecht Müller. Um 1775 war er Regimentsquartiermeister des preußischen  Infanterieregiments Nr. 25 v. Ramin. Später erfüllte er Funktionen eines Verwaltungsjuristen als Landrentmeister und Assessor, was auf ein vorangegangenes Studium der Rechte schließen lässt.
Daneben war er insbesondere ein hochrangiger Freimaurer. Er war wichtiges Mitglied der Berliner Johannisloge Zu den drei goldenen Schlüsseln, deren vorsitzender Meister (Logenmeister) er ab 1784 bis zu seinem Tod war. Von ihm gehaltene Vorträge waren noch um 1920 in dieser Johannisloge erhalten geblieben.
1780 bis 1788 war er Großsekretär, sodann bis 1799 deputierter Landesgroßmeister, und von 1799 bis 1801 erneut Großsekretär der Großen Landesloge. Um 1794 engagierte er sich für eine Lesegesellschaft, 1803 im Leseinstitut zu Berlin. Ab 1814 war er abgeordneter Landesgroßmeister. Im gleichen Jahr erkrankte er, erholte sich aber wieder, so dass die Loge ihn zu einer am 19. März 1815 zu seinen Ehren veranstalteten Genesungsfeier einladen konnte. Die Position des Ordensgroßmeisters der Großen Landesloge der Freimaurer von Deutschland zu Berlin hatte er kurze Zeit im Jahr 1815 bis zu seinem Tode inne.